# René Besse (homme politique)
Pour les articles homonymes, voir René Besse (footballeur) et Besse.
René Besse est un homme politique français né le 20 février 1891 à Toulon (Var) et décédé le 13 février 1947 à Paris.

## Biographie
Il a occupé les fonctions suivantes :
- Député indépendant de gauche du Lot de 1932 à 1940.
- Ministre des Pensions du 24 janvier au 4 juin 1936 dans le gouvernement Albert Sarraut (2).
- Ministre des Anciens Combattants et des Pensionnés du 13 septembre 1939 au 21 mars 1940 dans le gouvernement Édouard Daladier (5).

C'est le 13 septembre 1939 qu'il devient ministre car Auguste Champetier de Ribes, jusque-là ministre des Anciens combattants et pensionnés est devenu sous-secrétaire d'État aux Affaires étrangères. Il vote les pleins pouvoirs à Pétain le 10 juillet 1940.

### Sources et bibliographie
- « René Besse (homme politique) », dans le Dictionnaire des parlementaires français (1889-1940), sous la direction de Jean Jolly, PUF, 1960 [détail de l’édition]